# Cantone di Saint-Varent
Il Cantone di Saint-Varent era una divisione amministrativa dell'arrondissement di Bressuire.
A seguito della riforma approvata con decreto del 18 febbraio 2014, che ha avuto attuazione dopo le elezioni dipartimentali del 2015, è stato soppresso.

## Composizione
Comprendeva i comuni di:
- La Chapelle-Gaudin
- Coulonges-Thouarsais
- Geay
- Glénay
- Luché-Thouarsais
- Luzay
- Pierrefitte
- Sainte-Gemme
- Saint-Varent